# اکسل (آلاباما)
اکسل (به انگلیسی: Excel) شهرکی در شهرستان مونرو ایالت آلاباما است که مساحت آن ۴٫۲۷ کیلومتر مربع است و در سرشماری سال ۲۰۱۰ میلادی، ۷۲۳ نفر جمعیت داشته و تراکم جمعیتی آن، ۱۶۹٫۳۲ نفر در هر کیلومتر مربع بوده است.